# Zavrh, Litija
Zavrh je naselje v Občini Litija.